# JOJ ŠPORT Slovensko 18
Az JOJ ŠPORT Slovensko 18 egy szlovák jégkorongcsapat Pöstyénben. A klub a másodosztályú TIPOS Slovenská hokejová ligában játszik. A csapatot a szlovák U18-as jégkorong-válogatott tagjai alkotják.

## Története
A klub 2019-ben kezdett el játszani a másodosztályban.

## Statisztikák
| Főszezon | Főszezon | Főszezon | Főszezon | Főszezon | Főszezon | Főszezon | Főszezon | Főszezon |
| Szezon   | LM       | GY       | GY. H.   | V. H.    | V        | G        | P        | Helyezés |
| -------- | -------- | -------- | -------- | -------- | -------- | -------- | -------- | -------- |
| 2022–23  | 24       | 2        | 1        | 4        | 17       | 47-113   | 12       | 13.      |
| 2023–24  | 24       | 1        | 1        | 2        | 20       | 41-129   | 7        | 13.      |
| 2024–25  | 24       | 3        | 0        | 0        | 21       | 41:111   | 9        | 13.      |